# 마리아 테레사 디 나폴리에시칠리아
마리아 테레사 카롤리나 주세피나 디 나폴리에시칠리아(이탈리아어: Maria Teresa Carolina Giuseppina di Napoli e Sicilia, 독일어: Maria Theresia von Neapel-Sizilien, 1772년 6월 6일 ~ 1807년 4월 13일)는 프란츠 2세의 배우자이자 초대 오스트리아 황후이자 마지막 신성 로마 황후이다. 그녀는 양시칠리아의 페르디난도 1세 국왕과 마리아 카롤리나 왕비의 장녀로 태어났다.

## 생애

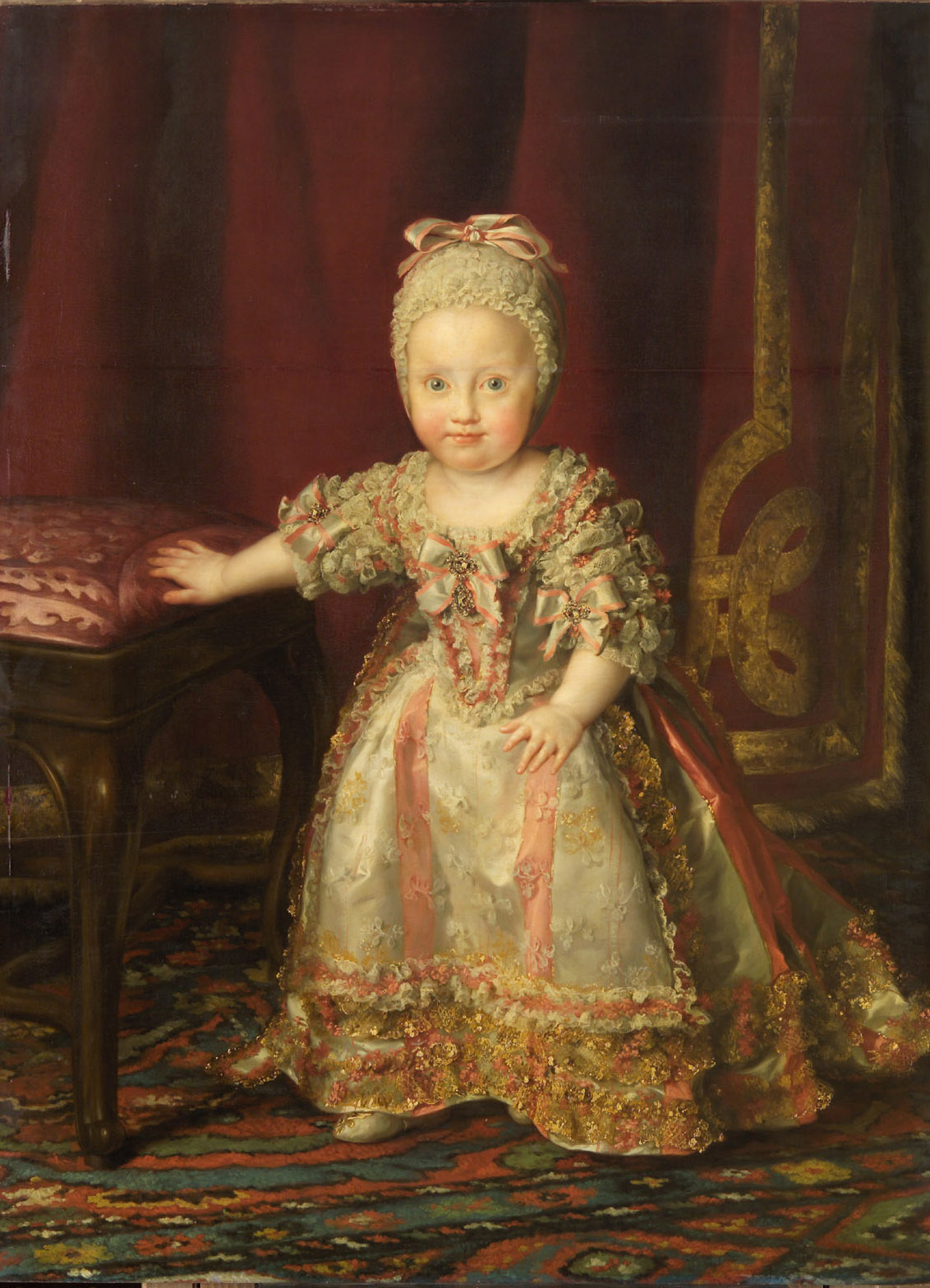
어린 시절의 마리아 테레사

양시칠리아의 왕 페르디난도 1세와 오스트리아의 마리아 카롤리나 사이에서 태어난 장녀로, 그녀의 이름인 마리아 테레사는 할머니인 마리아 테레지아 황후의 이름을 이탈리아어식으로 본따서 지어졌다. 마리아 테레사 공주는 프랑스어, 수학, 지리, 신학, 음악, 춤, 그림을 배웠다.
1790년 2월, 프란츠 대공의 부인인 엘리자베트 폰 뷔르템베르크 공녀가 출산 중 사망했고, 그가 나폴리 공주 중 한 명과 결혼할 것이라고 발표되었다. 마리아 테레사와 그녀의 여동생 루이사 둘 다 결혼 상대로 고려되었다. 결국 루이사는 페르디난도 3세 디 토스카나 대공과 결혼하기로 선택되었고, 마리아 테레사는 프란츠와 결혼하게 되었다. 이 결혼은 전통적인 합스부르크가의 결혼 정책에 따른 것이었다.
1790년 9월 15일, 18세의 마리아 테레사 공주는 그녀의 이중 사촌 프란츠 2세 대공과 결혼했다. 프란츠는 2년 뒤인 1792년 신성 로마 제국의 황제로 즉위했고, 그녀 또한 신성 로마 황후가 되었다. 결국 1804년에 그는 최초의 오스트리아 황제가 되었다. 이 결혼은 성격 차이에도 불구하고 상호 이해를 바탕으로 행복한 것으로 묘사되었다. 프란츠는 우울한 성격으로 묘사되었다. 그는 수줍고 내성적이었으며, 금욕적인 생활 방식과 의무를 선호하는 진지한 사람이었다. 반면에 마리아 테레사는 활기찬 성격, 불같은 성질, 관능적인 본성을 가진 우아한 푸른 눈의 금발 여성으로 묘사되었다. 이러한 성격 차이에도 불구하고, 그들은 서로를 잘 이해했으며 매우 좋은 관계를 유지했다고 한다.
마리아 테레사는 새집인 빈에 잘 적응했으며 향수병에 시달리지 않았다고 한다. 그녀는 궁정 생활에 열정적으로 참여했으며, 임신 중에도 춤과 카니발 무도회를 즐겼다고 한다. 그녀는 특히 최근 도입되어 빈에서 유행하게 된 왈츠를 즐겼다.
홀슈타인고토르프의 헤드비그 엘리사베트 샤를로테는 1798년~1799년 빈 방문 중 그녀의 유명한 일기에서 마리아 테레사와 부부 관계에 대한 견해를 다음과 같이 묘사했다. 
황후는 너무 질투심이 많아서 황제가 사교 활동에 참여하거나 다른 여성들을 만나는 것을 허락하지 않는다고 알려져 있습니다. 악의적인 사람들은 황후가 너무 열정적이어서 황제를 지치게 하고 잠시도 혼자 두지 않는다고 비난합니다. 비록 빈 사람들은 황후가 재능 있고 자비로우며 아름답게 행동한다는 것을 부인할 수 없지만, 그녀의 불관용과 황제를 모든 사람과 고립시키려고 강요하는 것 때문에 싫어합니다. 그녀는 또한 중요하지 않은 일에 관심을 가지고 오직 자신의 시녀들과만 어울린다고 비난받습니다. 그들과 함께 황후는 저녁에 노래하고 코미디를 연기하며 박수갈채를 받습니다.
1791년 12월 12일, 마리아 테레사 공주와 프란츠 대공의 첫 아이인 파르마 여공작 마리아 루이사가 태어났다. 그녀는 어머니와 조부모에게 영향을 미치던 프랑스와의 전쟁을 끝내기 위해 나폴레옹 황제와 결혼하게 될 것이라는 예상으로, 모국어인 독일어 외에 프랑스어, 영어, 스페인어, 이탈리아어, 라틴어를 특별히 배웠다.

## 신성 로마 황후

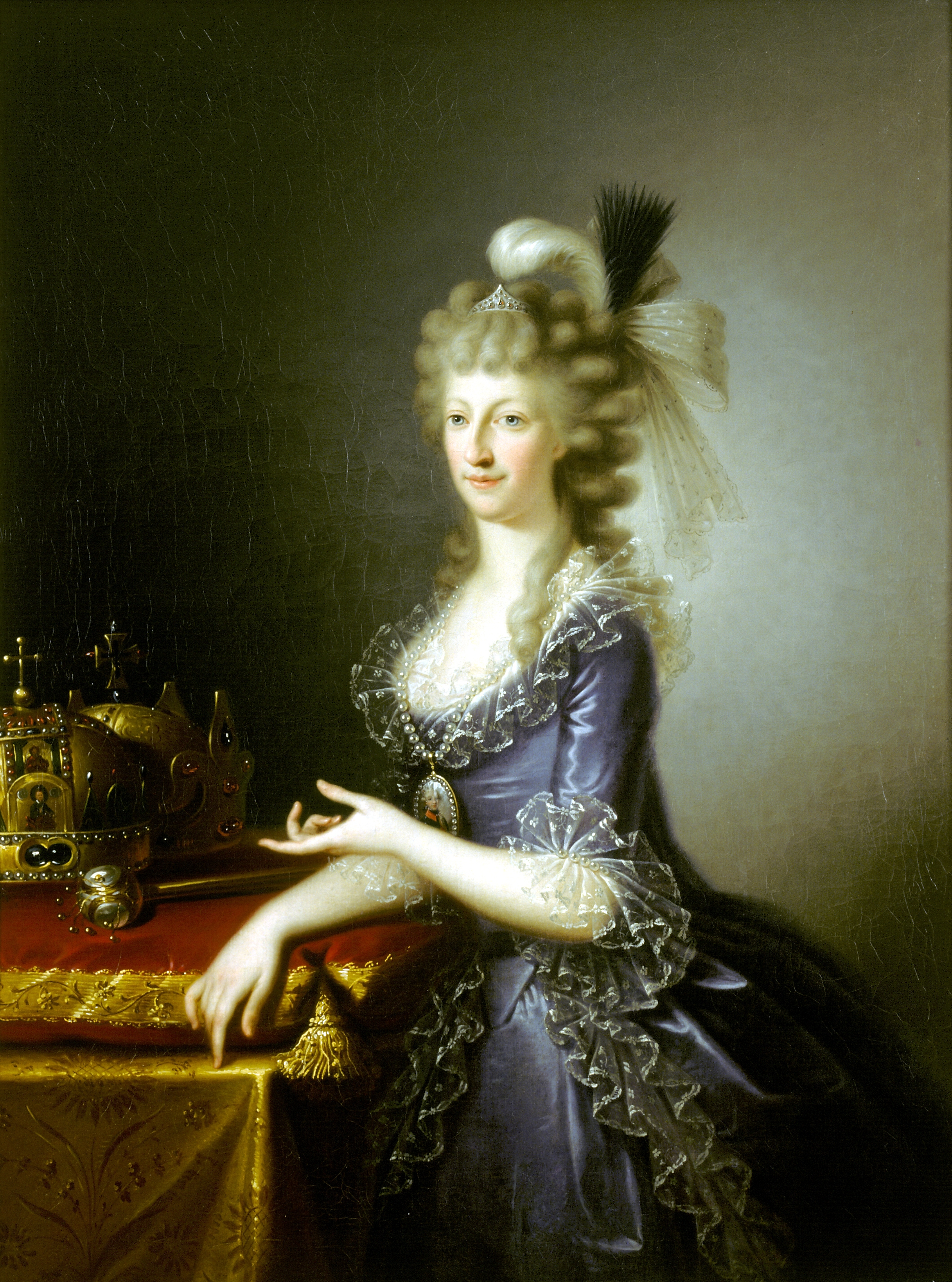
요한 밥티스트 폰 람피의 마리아 테레사 황후 초상화

1792년, 마리아 테레사의 남편 프란츠가 헝가리, 크로아티아 및 보헤미아의 왕위에 오르면서 그녀는 왕후가 되었다. 같은 해 그녀는 신성 로마 황후가 되었다. 당시 마리아 테레사 황후는 정치에 관심이 있었고, 배우자에게 조언자 역할을 하여 국정에 어느 정도 영향력을 행사했다. 그녀는 보수적인 성향으로 나폴레옹의 비판자였으며, 나폴레옹 전쟁 중 남편 프란츠가 반프랑스 입장을 취하도록 격려했다고 한다. 그녀는 또한 요한 밥티스트 프라이헤르 폰 슐로이스니그와 그라프 프란츠 콜로레도의 해임에 부분적으로 책임이 있는 것으로 지적되기도 했다.
1799년 2월, 그녀가 전쟁 중 부모의 나폴리 망명에 대해 무관심한 태도를 보인 것이 빈에서 일부 불만을 샀다. 그녀는 어머니가 가장 아끼는 자식이었음에도 불구하고, 전쟁 중 부모의 망명에 대해 편향된 태도를 보였다.
빈 음악의 중요한 후원자였던 그녀는 공식 및 개인 용도로 많은 곡을 의뢰했다. 요제프 하이든은 그녀의 요청으로 합창 및 오케스트라를 위한 테 데움을 작곡했다. 그녀가 가장 좋아하는 작곡가로는 파울 브라니츠키와 성악곡 작곡가인 요제프 레오폴트 에이블러가 있었다.

### 죽음

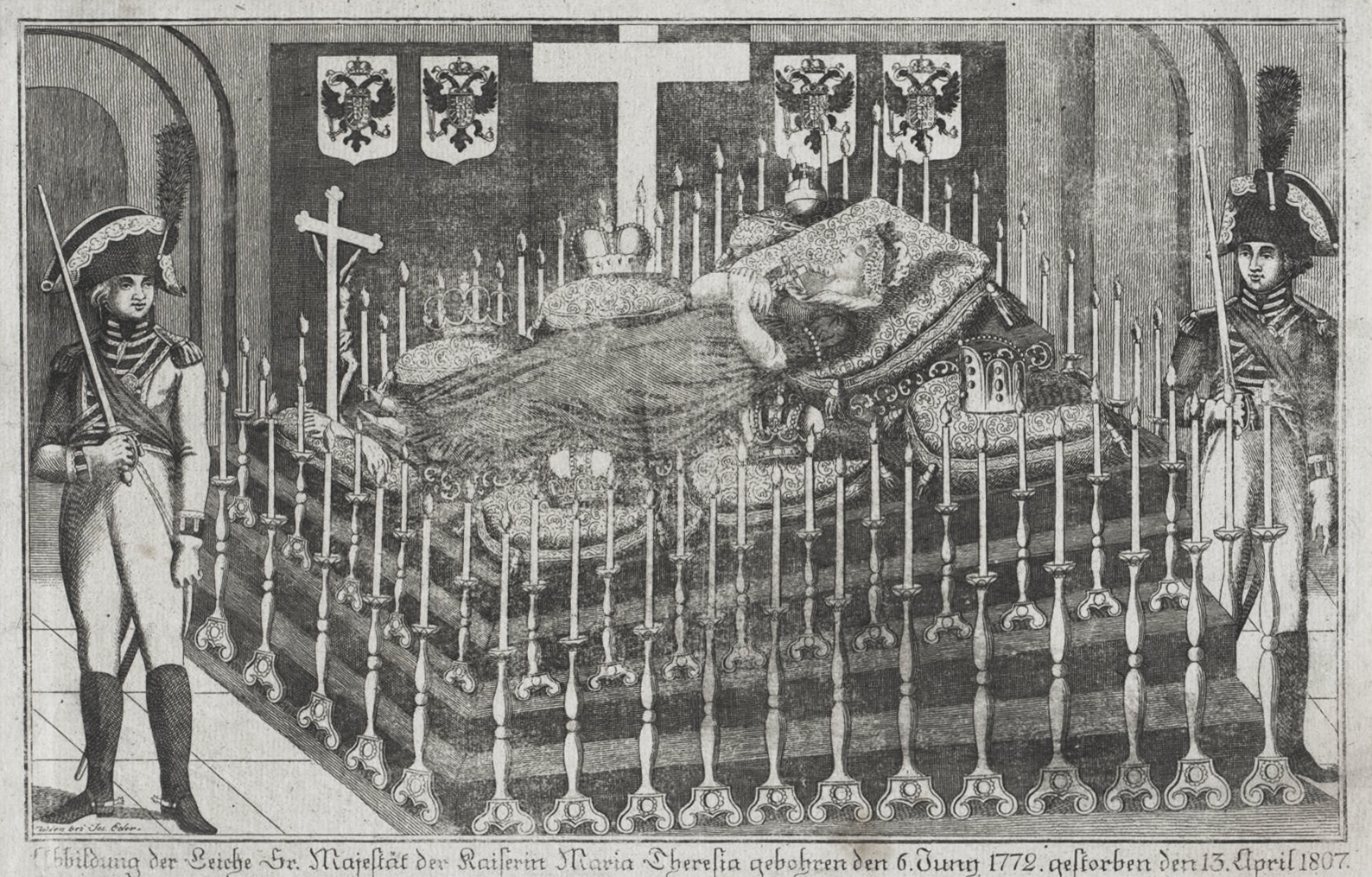
영안실에 안치된 양시칠리아의 마리아 테레사 황후.

1806년 겨울, 12번째 아이를 임신 중이던 마리아 테레사 황후는 결핵성 늑막염에 걸렸고, 황실 주치의인 안드레아스 요제프 폰 슈티프트는 그녀를 사혈로 치료했다. 그러나 건강은 나아지지 않았다. 1807년 4월 6일, 마리아 테레사 황후는 조산한 딸을 낳았지만, 그 딸은 3일밖에 살지 못했다. 일주일 후인 4월 13일, 황후도 사망했다. 황제는 슬픔에 잠겨 아내의 시신에서 강제로 떨어져야 했다. 그녀는 빈의 황실납골당에 안장되었다. 황제는 장례식에 불참하고 대신 두 명의 장남과 함께 부더로 떠났다. 그녀의 심장이 담긴 항아리는 심장 납골당에, 내장이 담긴 항아리는 공작 납골당에 안치되었다. 마리아 테레사 황후는 합스부르크가의 세 전통적인 빈 매장지(황실 납골당, 심장 납골당, 공작 납골당)에 신체를 나누어 "분리 매장"된 41명 중 한 명이다.

## 자녀
마리아 테레사는 프란츠 1세와의 사이에서 4남 8녀를 두었으며, 그 중 2남 5녀만이 성년까지 성장한다.
| 양시칠리아의 마리아 테레사의 자녀          | 양시칠리아의 마리아 테레사의 자녀 | 양시칠리아의 마리아 테레사의 자녀 | 양시칠리아의 마리아 테레사의 자녀 | 양시칠리아의 마리아 테레사의 자녀 |
| 이름                                       | 그림                              | 출생                              | 사망                              | 비고 |
| ------------------------------------------ | --------------------------------- | --------------------------------- | --------------------------------- | --- |
| 프란츠 2세와의 자녀                        |                                   |                                   |                                   | |
| 마리아 루도비카 여대공                     |                                   | 1791년 12월 12일                  | 1847년 12월 17일 (56세)           | 첫 번째로 나폴레옹 1세 황제와 결혼하여 자녀를 두었으며, 두 번째로 아담 폰 나이페르크 백작과 결혼하여 자녀를 두었고, 세 번째로 샤를 백작과 결혼하여 자녀가 없었다. |
| 페르디난트 1세 (오스트리아) 황제           |                                   | 1793년 4월 19일                   | 1875년 6월 29일 (82세)            | 사르데냐 공주 사보이아의 마리아 안나와 결혼하여 자녀가 없었다. |
| 마리아 카롤리네 여대공                     |                                   | 1794년 6월 8일                    | 1795년 3월 16일 (0세)             | 유년기에 사망, 자녀 없음. |
| 카롤리네 루도비카 여대공                   |                                   | 1795년 12월 22일                  | 1797년 6월 30일 (1세)             | 유년기에 사망, 자녀 없음. |
| 카롤리네 요제파 레오폴디네 여대공          |                                   | 1797년 1월 22일                   | 1826년 12월 11일 (29세)           | 결혼 후 마리아 레오폴디네로 개명; 페드루 1세와 결혼하여 자녀를 두었다.                                                                                            |
| 마리아 클레멘티나 프란치스카 요제파 여대공 |                                   | 1798년 3월 1일                    | 1881년 9월 3일 (83세)             | 외삼촌인 살레르노 공작 레오폴도와 결혼하여 자녀를 두었다. |
| 요제프 프란츠 레오폴트 대공                |                                   | 1799년 4월 9일                    | 1807년 6월 30일 (8세)             | 어머니보다 몇 주 뒤에 유년기에 사망, 자녀 없음. |
| 마리아 카롤리네 여대공                     |                                   | 1801년 4월 8일                    | 1832년 5월 22일 (31세)            | 프리드리히 아우구스트 (작센) 왕세자 (훗날 왕)와 결혼했으나 자녀가 없었다.                                                                                         |
| 프란츠 카를 대공                           |                                   | 1802년 12월 17일                  | 1878년 3월 8일 (75세)             | 조피 프레데리케 폰 바이에른 왕녀와 결혼; 프란츠 요제프 1세와 막시밀리아노 1세의 아버지.                                                                           |
| 마리아 안나 여대공                         |                                   | 1804년 6월 8일                    | 1858년 12월 28일 (54세)           | 장남인 페르디난트 1세 황제처럼 지적 장애를 가지고 태어났으며 심한 안면 기형을 겪었다고 한다. 미혼으로 사망했다.                                                   |
| 요한 네포무크 대공                         |                                   | 1805년 8월 30일                   | 1809년 2월 19일 (3세)             | 유년기에 사망, 자녀 없음. |
| 아말리에 테레지아 여대공                   |                                   | 1807년 4월 6일                    | 1807년 4월 9일 (0세)              | 유년기에 사망, 자녀 없음. |

## 족보
|  |                                                          |  |  |  |  |  |  |  |  |  |  |  |  |  |  |  |
|  | 8. 펠리페 5세                                            |  |  |  |  |  |  |  |  |  |  |  |  |  |  |  |
|  |                                                          |  |  |  |  |  |  |  |  |  |  |  |  |  |  |  |
|  |                                                          |  |  |  |  |  |  |  |  |  |  |  |  |  |  |  |
|  | 4. 카를로스 3세                                          |  |  |  |  |  |  |  |  |  |  |  |  |  |  |  |
|  |                                                          |  |  |  |  |  |  |  |  |  |  |  |  |  |  |  |
|  |                                                          |  |  |  |  |  |  |  |  |  |  |  |  |  |  |  |
|  | 9. 엘리사베타 파르네세                                   |  |  |  |  |  |  |  |  |  |  |  |  |  |  |  |
|  |                                                          |  |  |  |  |  |  |  |  |  |  |  |  |  |  |  |
|  |                                                          |  |  |  |  |  |  |  |  |  |  |  |  |  |  |  |
|  | 2. 페르디난도 1세                                        |  |  |  |  |  |  |  |  |  |  |  |  |  |  |  |
|  |                                                          |  |  |  |  |  |  |  |  |  |  |  |  |  |  |  |
|  |                                                          |  |  |  |  |  |  |  |  |  |  |  |  |  |  |  |
|  | 10. 아우구스트 3세                                       |  |  |  |  |  |  |  |  |  |  |  |  |  |  |  |
|  |                                                          |  |  |  |  |  |  |  |  |  |  |  |  |  |  |  |
|  |                                                          |  |  |  |  |  |  |  |  |  |  |  |  |  |  |  |
|  | 5. 작센의 마리아 아말리아                                |  |  |  |  |  |  |  |  |  |  |  |  |  |  |  |
|  |                                                          |  |  |  |  |  |  |  |  |  |  |  |  |  |  |  |
|  |                                                          |  |  |  |  |  |  |  |  |  |  |  |  |  |  |  |
|  | 11. 오스트리아의 마리아 요제파                           |  |  |  |  |  |  |  |  |  |  |  |  |  |  |  |
|  |                                                          |  |  |  |  |  |  |  |  |  |  |  |  |  |  |  |
|  |                                                          |  |  |  |  |  |  |  |  |  |  |  |  |  |  |  |
|  | 1. 양시칠리아의 마리아 테레사                            |  |  |  |  |  |  |  |  |  |  |  |  |  |  |  |
|  |                                                          |  |  |  |  |  |  |  |  |  |  |  |  |  |  |  |
|  |                                                          |  |  |  |  |  |  |  |  |  |  |  |  |  |  |  |
|  | 12. 로렌 공작 레오폴드                                   |  |  |  |  |  |  |  |  |  |  |  |  |  |  |  |
|  |                                                          |  |  |  |  |  |  |  |  |  |  |  |  |  |  |  |
|  |                                                          |  |  |  |  |  |  |  |  |  |  |  |  |  |  |  |
|  | 6. 프란츠 1세                                            |  |  |  |  |  |  |  |  |  |  |  |  |  |  |  |
|  |                                                          |  |  |  |  |  |  |  |  |  |  |  |  |  |  |  |
|  |                                                          |  |  |  |  |  |  |  |  |  |  |  |  |  |  |  |
|  | 13. 오를레앙의 엘리자베트 샤를로트                       |  |  |  |  |  |  |  |  |  |  |  |  |  |  |  |
|  |                                                          |  |  |  |  |  |  |  |  |  |  |  |  |  |  |  |
|  |                                                          |  |  |  |  |  |  |  |  |  |  |  |  |  |  |  |
|  | 3. 오스트리아의 마리아 카롤리나                          |  |  |  |  |  |  |  |  |  |  |  |  |  |  |  |
|  |                                                          |  |  |  |  |  |  |  |  |  |  |  |  |  |  |  |
|  |                                                          |  |  |  |  |  |  |  |  |  |  |  |  |  |  |  |
|  | 14. 카를 6세                                             |  |  |  |  |  |  |  |  |  |  |  |  |  |  |  |
|  |                                                          |  |  |  |  |  |  |  |  |  |  |  |  |  |  |  |
|  |                                                          |  |  |  |  |  |  |  |  |  |  |  |  |  |  |  |
|  | 7. 마리아 테레지아                                       |  |  |  |  |  |  |  |  |  |  |  |  |  |  |  |
|  |                                                          |  |  |  |  |  |  |  |  |  |  |  |  |  |  |  |
|  |                                                          |  |  |  |  |  |  |  |  |  |  |  |  |  |  |  |
|  | 15. 엘리자베트 크리스티네 폰 브라운슈바이크볼펜뷔텔 공녀 |  |  |  |  |  |  |  |  |  |  |  |  |  |  |  |
|  |                                                          |  |  |  |  |  |  |  |  |  |  |  |  |  |  |  |
|  |                                                          |  |  |  |  |  |  |  |  |  |  |  |  |  |  |  |

## 문학
- Richard Reifenscheid, Die Habsburger in Lebensbildern, Piper 2006
- 존 A. 라이스, Empress Marie Therese and Music at the Viennese Court, 1792–1807, Cambridge 2003
- Friedrich Weissensteiner: Frauen auf Habsburgs Thron – die österreichischen Kaiserinnen, Ueberreuter Wien, 1998, ISBN 3-8000-3709-2